# كينيث بارسونز
كينيث بارسونز (بالإنجليزية: Kenneth Parsons)‏ هو اقتصادي أمريكي، ولد في 1903، وتوفي في 1998.